# 주간문춘
주간문춘(일본어: 週刊文春)은 분게이슌주에서 발간하는 일본의 주간 시사·대중잡지이다. 1959년 4월에 창간하였다.

## 같이 보기
- 분게이슌주